# Isradipine
L'isradipine est une dihydropyridine antagoniste du calcium. Son indication principale est l'hypertension. (Voir Inhibiteur calcique).

## Stéréochimie
L'isradipine contient un stéréocentre et se compose donc de deux énantiomères. Pratiquement c'est un racémate, c'est-à-dire le mélange 1:1 des formes ( R ) et ( S ):
| Énantiomères d'isradipine | Énantiomères d'isradipine |
| ------------------------- | ------------------------- |
| numéro CAS : 84260-63-9   | numéro CAS : 84260-64-0   |